# Национальная армия Индонезии
Национальная армия Индонезии (индон. Tentara Nasional Indonesia, TNI) — название вооружённых сил Республики Индонезия. Состоят из сухопутных войск, военно-морских сил и военно-воздушных сил. С 1964 по 1999 в состав вооружённых сил входила полиция. Общая численность ВС около 290 тыс. чел., резервистов — 400 тыс. человек. Сформировались в ходе национально-освободительной войны 1945—1949. Официальная дата их создания 5 октября 1945 года отмечается как День вооружённых сил. Первоначальное название — Армия национальной безопасности, с 1947 — Национальная армия Индонезии, с 1969 по 1999 — Вооружённые силы Республики Индонезия (Angkatan Bersenjata Republik Indonesia).
Армия комплектуется по смешанному принципу — выборочным призывом и по найму. Индонезия имеет военизированные формирования — ополчение (около 100 тыс. человек) и военную полицию (117 тыс. человек).

## История и роль в жизни страны

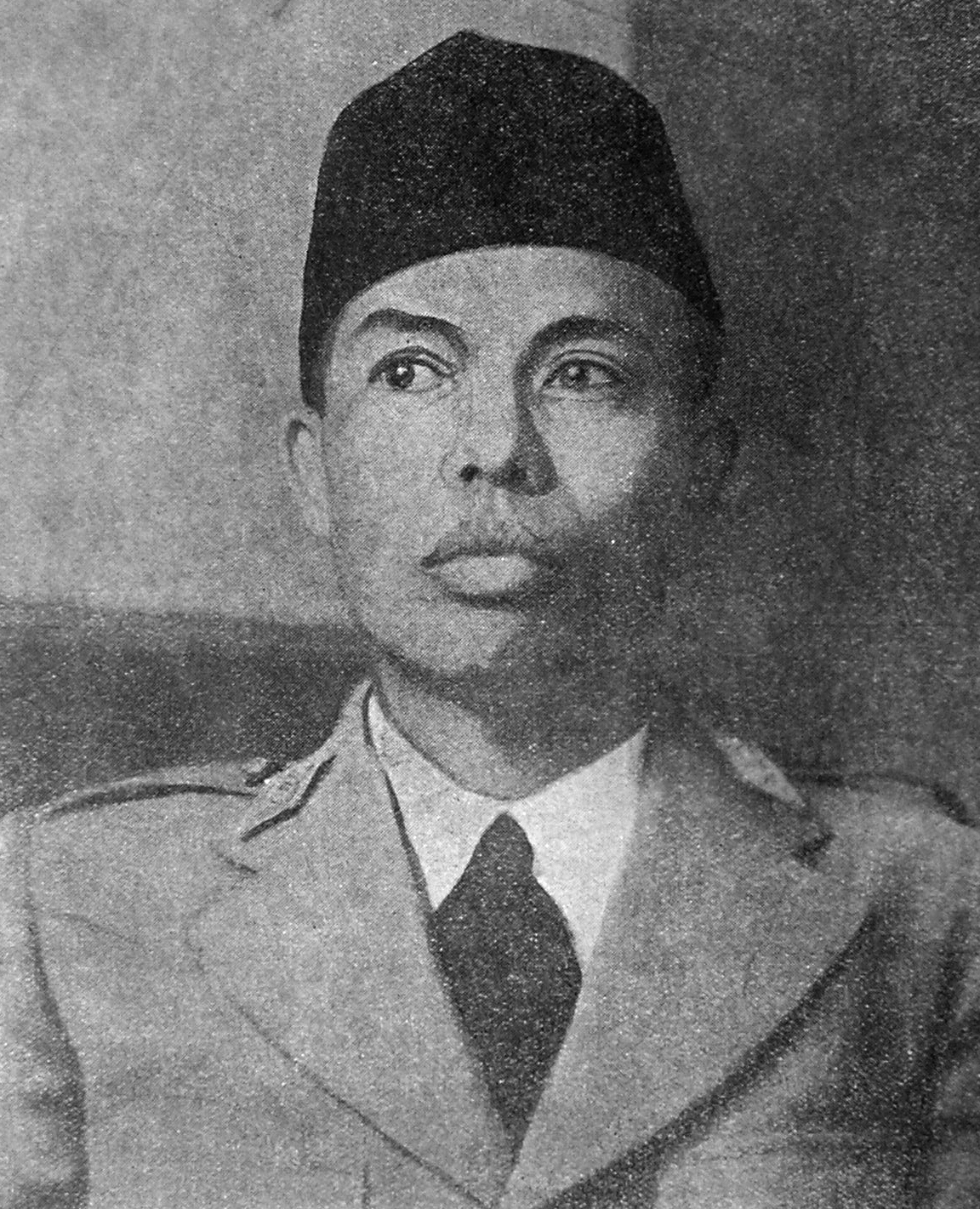
Генерал Судирман — первый главнокомандующий вооружёнными силами Индонезии

Вооружённые силы, официально созданные 5 октября 1945 года, традиционно играют исключительно большую роль в жизни Индонезии. Необходимость отстаивать независимость в длительной войне с Нидерландами изначально предопределила особое место армии в шкале приоритетов национального развития. После же событий 1965 года в руках военных, подавивших попытку левого переворота, оказалась и, собственно, государственная власть: занявший президентский пост генерал Сухарто законодательно закрепил за ними так называемую двойную функцию (индон. Dwifungsi), подразумевавшую ответственность не только за оборону, но и за социально-политическое развитие страны. На практике это выразилось прежде всего в замещении военнослужащими значительной части должностей госаппарата от центрального правительства до сельских органов власти, а также введение в законодательные органы власти — опять же, как на центральном, так и на местном уровнях — неизбираемой фракции представителей вооружённых сил. Более того, на легальной основе военными была налажена коммерческая деятельность как на частной, так и на институциональной основе: министерство обороны, генштаб, штабы видов вооружённых сил и родов войск, командование различных соединений получили в 1960-е годы возможность владения промышленными, транспортными, сельскохозяйственными предприятиями, а также банками.
После отставки Сухарто в 1998 году важнейшим направлением развёрнутых в Индонезии либеральных преобразований стал планомерный уход военных из политики. Было объявлено об отмене «двойной функции» армии, упразднена вертикаль её социально-политических управлений, введён запрет на назначение не вышедших в отставку военнослужащих на правительственные и аппаратные должности. Поэтапно сокращалась численность фракций вооружённых сил в СНП и местных органах законодательной власти, в 2004 году они были окончательно ликвидированы. Определённые ограничения были наложены на экономическую деятельность военных.

## Структура, численность, оснащение и финансирование
Вооружённые силы Республики Индонезии подразделяются на сухопутные войска (индон. Angkatan Darat) , Военно-морские силы (индон. Angkatan Laut), и Военно-воздушные силы (индон. Angkatan Udara). До 1999 года в их состав в качестве отдельного вида вооружённых сил входила также полиция, при этом ВС официально именовались «Вооружённые силы Республики Индонезии» (индон. Angkatan Bersenjata Republik Indonesia).
Верховным главнокомандующим вооружёнными силами является президент, который осуществляет руководство ими через министра обороны (на январь 2022 года — Прабово Субианто) и главнокомандующего вооружёнными силами (на январь 2024 года — маршал Агус Субиянто (индон. Agus Subiyanto
). Общая численность ВС на начало 2011 года составляет около 428 тысяч человек. Помимо этого, около 400 тысяч человек числятся в резерве первой очереди.

### Сухопутные войска
Численность сухопутных войск на начало 2011 года — 326 тысяч человек. В их составе, помимо регулярных частей и соединений, Командование стратегического резерва Сухопутных войск — более 26 тысяч человек, а также войска специального назначения (индон. Komando Pasukan Khusus, KOPASSUS) — более 6 тысяч человек. Командующим СВ на январь 2022 года является генерал Дудунг Абдурахман (индон. Dudung Abdurachman). На вооружении состоит 315 танков, 691 БТР и БМП, 565 орудий полевой артиллерии, 730 миномётов, 12 РСЗО, 160 противотанковых и 370 зенитных средств, 17 самолётов и 64 вертолёта армейской авиации.

### Военно-морские силы
Личный состав военно-морских сил на начало 2011 года — 67 тысяч человек, в их числе Корпус морской пехоты (индон. Korps Marinir) — около 20 тысяч человек. Командующий ВМС, на январь 2022 года — адмирал Юдо Маргоно (индон. Yudo Margono). В боевом составе флота 136 вымпелов, в том числе 6 фрегатов, 2 подводные лодки, 1 корвет, 4 ракетных катера, 12 патрульных кораблей. Имеется также 48 самолётов и 45 вертолётов морской авиации. Военно-морские базы находятся в Джакарте, Сурабае, Горантало.

### Военно-воздушные силы
Личный состав военно-воздушных сил на начало 2011 года — 34 тысячи человек. Командующий ВВС, на январь 2022 года — маршал Фаджар Прасетьо (индон. Fadjar Prasetyo). На вооружении ВВС состоит 88 самолётов боевой и 136 самолётов вспомогательной авиации, 44 вертолёта вспомогательной авиации.
Вооружённые силы комплектуются по смешанному контрактно-призывному принципу. Военные ассигнования за 2010 год составили порядка 4,7 млрд долл. США (около 4,5 % ВВП). Кроме того, часть нужд вооружённых сил покрывается также за счёт доходов от предпринимательской деятельности военных.
Основными партнёрами Индонезии по военному и военно-техническому сотрудничеству с начала 1950-х по середину 1960-х годов были СССР и государства соцлагеря, с середины 1960-х годов — страны Запада. В 1992 году после масштабных акций индонезийских военных против мирного населения на Восточном Тиморе США и рядом других западных государств было наложено полное или частичное эмбарго на поставки вооружений в Индонезию и сотрудничество с ней в области подготовки военного персонала (поэтапная отмена санкций продолжалась до 2008 года). В период действия западных санкций индонезийское правительство предприняло меры по диверсификации военно-технического сотрудничества, в частности, за счёт серии крупных контрактов с Россией.

## Участие в боевых действиях и миротворческих операциях

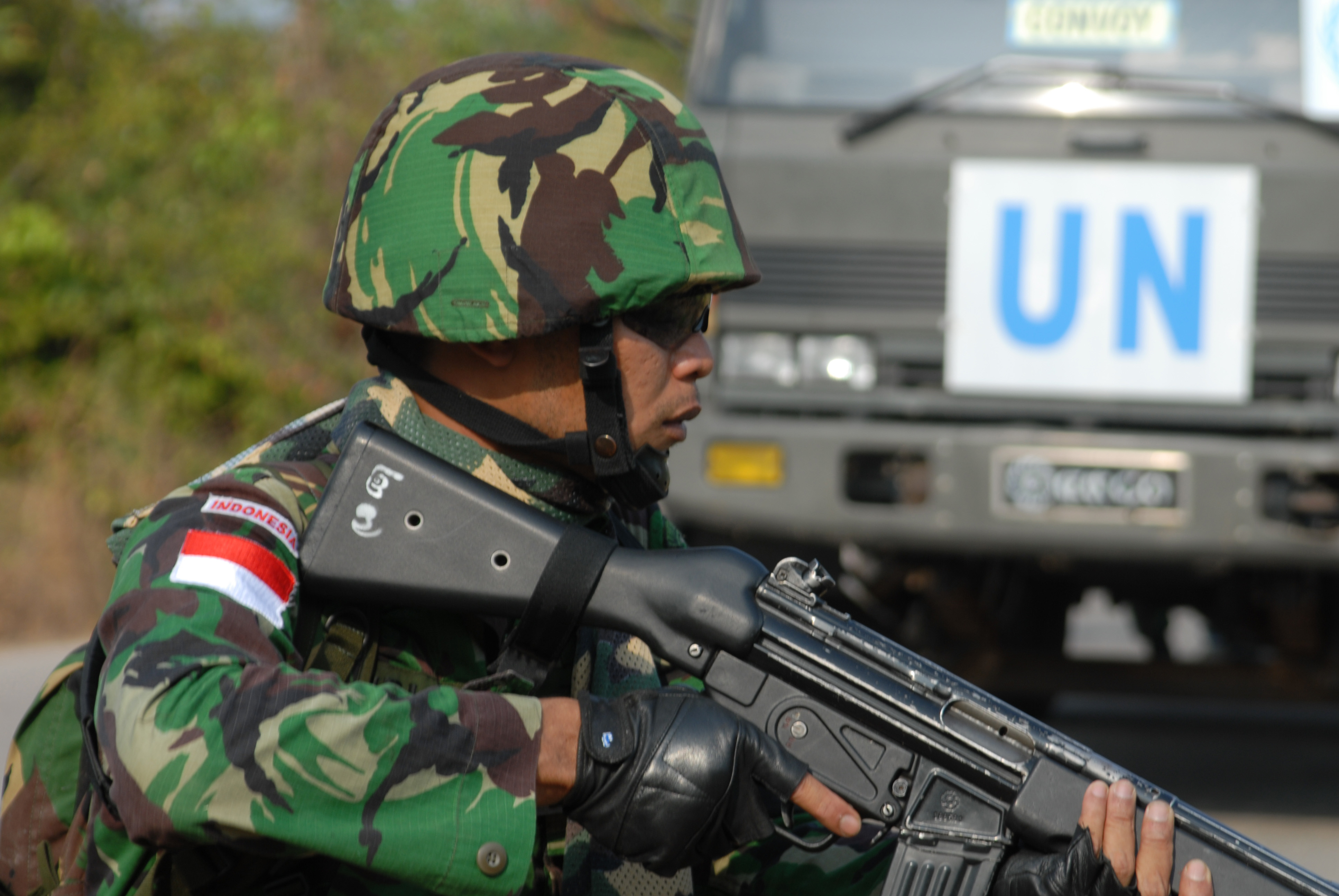
Индонезийский военнослужащий в составе миротворческого подразделения ООН

Вооружённые силы Индонезии фактически начали свою историю с противостояния агрессии Нидерландов, пытавшихся восстановить контроль над бывшей колонией в 1945—49 годах. В 1950 году индонезийским военным приходилось подавлять сопротивление сил Республики Южно-Молуккских островов (индон. Republik Maluku Selatan), противившейся объединению с Индонезией, позднее, до начала 1960-х годов — вести достаточно активные боевые действия против различных антиправительственных формирований практически во всех регионах страны.
Противостояние с Нидерландами в борьбе за Западный Ириан в 1960—62 годах выразилось в основном в форме масштабной военной конфронтации, эпизодические военные столкновения не принимали большого масштаба. В том же ключе протекала и индонезийско-малайзийская конфронтация 1963—1965 годов — имели место в основном пограничные стычки с малайзийскими и британскими войсками.
Наиболее крупным военным конфликтом стал захват в 1975 году Восточного Тимора. Как непосредственно в ходе операции по овладению этой территорией, так и в последующем, по мере обеспечения оккупации, индонезийские военные столкнулись с ожесточённым и достаточно хорошо организованным сопротивлением боевых подразделений сторонников независимости. Масштабная партизанская война продолжалась на Восточном Тиморе вплоть до восстановления его независимости. Проводившаяся с начала 1970-х годов борьба с сепаратистскими движениями в Ачехе и на Западном Ириане требовала меньших усилий, однако и там периодически проводились достаточно крупные военные операции. Кроме того, военные подразделения задействовались при подавлении наиболее серьёзных беспорядков на этноконфессиональной почве, имевших место в 1990-е — 2000-е годы в различных регионах Индонезии.
Индонезия принимает активное участие в миротворческой деятельности ООН: начиная с 1950-х годов индонезийские контингенты общей численностью более чем 15 800 человек принимали участие в ооновских миссиях по установлению или поддержанию мира в 18 странах. По состоянию на 2011 год индонезийские «голубые каски» дислоцированы в Сьерра-Леоне, Демократической Республике Конго и Кувейте.

## Внешние ссылки
- Официальная страница вооружённых сил Индонезии  (индон.)